# ブルーライン (アトランタ・マルタ)
ブルーライン（Blue Line）は、アトランタ・マルタが運行する地下鉄路線である。西のハミルトン・E・ホームズ駅からダウンタウン・アトランタを経由して東のインディアン・クリーク駅まで通じている。

## 概要
アトランタ市西部のハミルトン・E・ホームズ駅を基点に、アトランタ市中心部、ディケーターを通り、ディカーブ郡のインディアン・クリーク駅までを東西に結ぶ路線である。元々イースト・ウエスト線と呼ばれていたのを2009年に路線を色ごとに改名した際に、ブルーラインと名付けられた。グリーンラインがアシュビー駅からエッジウッド/キャンドラー・パーク駅まで乗り入れている。

## 運行形態
平日昼間は15分ごと（1時間に4本）に運行され、全列車が通し運転である。アシュビー駅・エッジウッド/キャンドラー・パーク駅間はグリーンラインも15分毎に運行されるため、あわせて1時間に8本の運行となる。平日早朝・深夜及び土休日は20分ごと（1時間に3本）の運行となる。平日早朝及び土休日の夜21時以前は、グリーンラインがアシュビー駅・エッジウッド/キャンドラー・パーク駅間で20分毎に運行されるため、あわせて1時間に6本の運行となる。

## 駅一覧
| 駅                                | 駅番号 | 開業年 | 乗り換え                           |
| --------------------------------- | ------ | ------ | ---------------------------------- |
| ハミルトン・E・ホームズ           | W5     | 1979   |                                    |
| ウェスト・レイク                  | W4     | 1979   |                                    |
| アシュビー                        | W3     | 1979   | グリーンライン（バンクヘッド方面） |
| バイン・シティー                  | W2     | 1979   |                                    |
| GWCC/CNNセンター                  | W1     | 1979   |                                    |
| ファイブ・ポインツ                |        | 1979*  | レッドライン・ゴールドライン       |
| ジョージア・ステート              | E1     | 1979   |                                    |
| キング・メモリアル                | E2     | 1979   |                                    |
| インマン・パーク/レイノルズタウン | E3     | 1979   |                                    |
| エッジウッド/キャンドラー・パーク | E4     | 1979   |                                    |
| イースト・レイク                  | E5     | 1979   |                                    |
| ディケーター                      | E6     | 1979   |                                    |
| エイボンデール                    | E7     | 1979   |                                    |
| ケンジントン                      | E8     | 1993   |                                    |
| インディアン・クリーク            | E9     | 1993   |                                    |

※レッドライン・ゴールドラインは1981年開業。